# Гаврилёнок, Александр Яковлевич
Алекса́ндр Я́ковлевич Гаврилёнок (бел. Аляксандр Якаўлевіч Гаўрылёнак; род. 26 января 1965, Минск) — белорусский хоккеист, вратарь. Главный тренер ХК «Металлург-2» (Жлобин).

## Биография
Воспитанник минской хоккейной школы «Юность». Первый тренер: Геннадий Иванович Бандурин.
За национальную сборную Беларуси выступал с 1992 по 1999 год. Провёл 17 матчей, пропустил 39 шайб.
Участник чемпионатов мира
1993 (кв. к группе «C»),
1994 (группа «C»),
1996 (группа «B»),
1998 в составе национальной сборной Беларуси.
Участник квалификационного турнира к Олимпийским играм в Нагано (1996), турнира на Приз Известий (1993).
В чемпионатах СССР/СНГ/МХЛ провёл 159 матчей, пропустил 495 шайб, получил 6 минут штрафного времени.
В чемпионатах России провёл 14 матчей, пропустил 47 шайб, получил 2 минуты штрафного времени.

## Достижения
- Третий призёр Большого приза Санкт-Петербурга (1993),
- Чемпион Беларуси (1993).
- Чемпион Беларуси (1994).
- Чемпион Беларуси (1995).
- Серебряный призёр чемпионата Беларуси (1996).
- Чемпион Польши (1997).

## Тренерская работа
- 2003—2007 — тренер «Динамо» (Минск),
- 2007—2008 — тренер федерации хоккея Республики Беларусь,
- июнь-ноябрь — 2008 тренер хоккейного клуба «Брест»,
- ноябрь-декабрь 2008 и. о. главного тренера ХК «Брест»,
- с декабря 2008 главный тренер хоккейного клуба «Брест»[10],
- в 2010 году привлекался к работе в национальной сборной Беларуси по хоккею[11].
- 2011 — ассистент главного тренера сборной Эстонии.
- 2011—2015 — главный тренер хоккейного клуба «Брест».
- 2015—2018 — тренер по вратарям хоккейного клуба «Металлург» (Жлобин)[12]
- В сезоне 2018 года и. о. главного тренера хоккейного клуба «Металлург» (Жлобин)[13][14]. В августе 2019 года перешёл на должность главного тренера фарм-клуба ХК «Металлург».